# Dominik Tesseraux
Dominik Tesseraux (* 1966 in Bensheim, Hessen) ist ein deutscher Industriedesigner.

## Werdegang
Tesseraux arbeitete nach einer Tischlerlehre und dem Studium des Industriedesigns in Darmstadt (Abschluss: Diplom-Designer) als Produktdesigner bei Neumeister Design in München, Artefakt in Darmstadt und Phoenix Design in Stuttgart. 2001 gründet Tesseraux das eigene Designbüro Tesseraux und Partner in Potsdam.

## Entwürfe, Auszeichnungen
Tesseraux arbeitet in den Bereichen Bad (Entwürfe für Bette, Keuco), Küche (Entwürfe für Neff, Siemens und Bulthaup) und Telekommunikation (Entwürfe für Loewe, Sharp und Grundig). Das Design von Tesseraux wurde auch international ausgezeichnet – unter anderem mit dem Designpreis Deutschland in Gold, dem German Design Award (Gold), dem Red Dot Award (Best of Best), dem if design award und einigen mehr.